# Biathlon-Juniorenweltmeisterschaften 2004
Die Biathlon-Juniorenweltmeisterschaften 2004 (offiziell: IBU Youth/Junior World Championships Biathlon 2004) begannen am 25. Januar 2004 und endeten am 31. Januar 2004. Austragungsort war das französische Maurienne-Obertal (französisch Haute-Maurienne). Die Biathlon-Anlage befindet sich dort in der kleinen Ortschaft Bessans.

## Medaillenspiegel
| Platz | Land        |   |   |   |   |
| ----- | ----------- | - | - | - | - |
| 01    | Deutschland | 6 | 2 | – | 8 |
| 02    | Frankreich  | 4 | 2 | 3 | 9 |
| 03    | Norwegen    | 2 | 1 | 2 | 5 |
| 04    | Kanada      | 1 | 2 | – | 3 |
| 04    | Tschechien  | 1 | 2 | – | 3 |
| 06    | Russland    | 1 | 1 | 3 | 5 |
| 07    | Kasachstan  | 1 | – | 2 | 3 |
| 08    | Slowenien   | – | 2 | 2 | 4 |
| 09    | Estland     | – | 1 | – | 1 |
| 10    | Ukraine     | – | – | 2 | 2 |
| 11    | Österreich  | – | – | 1 | 1 |
| 11    | Slowakei    | – | – | 1 | 1 |

Endstand nach 16 Wettbewerben

## Zeitplan
| Datum      | Männer  | Männer                        | Frauen  | Frauen                         |
| Datum      | Uhrzeit | Wettbewerb                    | Uhrzeit | Wettbewerb                     |
| ---------- | ------- | ----------------------------- | ------- | ------------------------------ |
| 25. Januar | 9:30    | Einzel Jugend (12,5 km)       | 12:30   | Einzel Jugend (10 km)          |
| 26. Januar | 9:30    | Einzel Junioren (15 km)       | 12:30   | Einzel Juniorinnen (12,5 km)   |
| 27. Januar | 10:30   | Sprint Jugend (7,5 km)        | 13:00   | Sprint Jugend (6 km)           |
| 28. Januar | 10:30   | Sprint Junioren (10 km)       | 13:00   | Sprint Juniorinnen (7,5 km)    |
| 30. Januar | 11:00   | Verfolgung Jugend (10 km)     | 14:00   | Verfolgung Jugend (7,5 km)     |
| 30. Januar | 12:40   | Verfolgung Junioren (12,5 km) | 13:40   | Verfolgung Juniorinnen (10 km) |
| 31. Januar | 9:30    | Staffel Jugend (3 × 7,5 km)   | 9:32    | Staffel Jugend (3 × 6 km)      |
| 31. Januar | 12:00   | Staffel Junioren (4 × 7,5 km) | 12:02   | Staffel Juniorinnen (3 × 6 km) |

## Ergebnisse

### Männliche Jugend
| Rang | Name                    |
| ---- | ----------------------- |
| 1    | Pawel Borissow          |
| 2    | Peter Dokl              |
| 3    | Klemen Bauer            |
| 4    | Jean-Philippe Leguellec |
| 5    | Kiril Wassilew          |
| 6    | Miroslav Tomeš          |
| 7    | Vincent Jay             |
| 8    | Alexander Klimenko      |
| 9    | Dominik Landertinger    |
| 10   | Dsmitryj Akuljawitsch   |

| Rang | Name                    |
| ---- | ----------------------- |
| 1    | Jean-Philippe Leguellec |
| 2    | Klemen Bauer            |
| 3    | Stian Nåvik             |
| 4    | Benjamin Byrne          |
| 5    | Kaspars Dumbris         |
| 6    | Emil Hegle Svendsen     |
| 7    | Kiril Wassilew          |
| 8    | Pawel Borissow          |
| 9    | Joanny Rochet           |
| 10   | Łukasz Witek            |

| Rang | Name                    |
| ---- | ----------------------- |
| 1    | Emil Hegle Svendsen     |
| 2    | Jean-Philippe Leguellec |
| 3    | Stian Nåvik             |
| 4    | Klemen Bauer            |
| 5    | Peter Dokl              |
| 6    | Alexander Klimenko      |
| 7    | Pawel Borissow          |
| 8    | Kiril Wassilew          |
| 9    | Ronny Hafsås            |
| 10   | Miroslav Tomeš          |

| Rang | Name                                                             |
| ---- | ---------------------------------------------------------------- |
| 1    | NorwegenRonny Hafsås Stian Nåvik Emil Hegle Svendsen             |
| 2    | KanadaJean-Philippe Leguellec Marc-André Bédard François Leboeuf |
| 3    | SlowenienPeter Dokl Andraž Šemrov Klemen Bauer                   |
| 4    | RusslandKirill Schtscherbakow Pawel Borissow Alexander Klimenko  |
| 5    | FrankreichJoanny Rochet Johann Ponçon Vincent Jay                |
| 6    | LettlandNormunds Putns Ivo Irbe Kaspars Dumbris                  |
| 7    | TschechienPavel Suchánek Jiří Novotný Petr Hradecký              |
| 8    | UkraineAndrij Atroschenko Witalij Kiltschyzkyj Oleksandr Kolos   |
| 9    | SlowakeiPeter Vozár Michal Kic Tomáš Sanitra                     |
| 10   | PolenMirosław Kobus Piotr Ziemianin Adam Kwak                    |

### Weibliche Jugend
| Rang | Name               |
| ---- | ------------------ |
| 1    | Marion Blondeau    |
| 2    | Sirli Hanni        |
| 3    | Irina Moschewitina |
| 4    | Tereza Hlavsová    |
| 5    | Dong Xue           |
| 6    | Oleksandra Samez   |
| 7    | Marie Dorin        |
| 8    | Roberta Fiandino   |
| 9    | Pauline Macabies   |
| 10   | Jewgenija Sedowa   |

| Rang | Name                 |
| ---- | -------------------- |
| 1    | Michaela Balatková   |
| 2    | Marion Blondeau      |
| 3    | Irina Moschewitina   |
| 4    | Dong Xue             |
| 5    | Gabi Humerca         |
| 6    | Stine Øvreberg       |
| 7    | Roberta Fiandino     |
| 8    | Birgitte Røksund     |
| 9    | Mélanie Droz-Vincent |
| 10   | Alena Schyn          |

| Rang | Name                 |
| ---- | -------------------- |
| 1    | Irina Moschewitina   |
| 2    | Michaela Balatková   |
| 3    | Marion Blondeau      |
| 4    | Birgitte Røksund     |
| 5    | Sirli Hanni          |
| 6    | Marie Dorin          |
| 7    | Tereza Hlavsová      |
| 8    | Pauline Macabies     |
| 9    | Mélanie Droz-Vincent |
| 10   | Jewgenija Sedowa     |

| Rang | Name                                                           |
| ---- | -------------------------------------------------------------- |
| 1    | FrankreichMarie Dorin Marion Blondeau Mélanie Droz-Vincent     |
| 2    | NorwegenAnne Gjermundshaug Stine Øvreberg Birgitte Røksund     |
| 3    | SlowakeiViktoria Gröneová Eliška Švikruhová Bibiana Švejkovská |
| 4    | RusslandSwetlana Slepzowa Tatjana Sewachina Jewgenija Sedowa   |
| 5    | SchwedenJohanna Holma Sofia Nordlund Jenny Jonsson             |
| 6    | UkraineOleksandra Samez Ljudmila Schyber Olena Demydenko       |
| 7    | Vereinigte StaatenKelsy Bouchard Kari Lunemann Brynden Manbeck |
| 8    | KanadaJoanie Haché Megan Imrie Cynthia Clark                   |
| 9    | PolenJoanna Leja Monika Rzepka Iga Kaczmarczyk                 |
| 10   | RumänienEmőke Szőcs Roxana Scorțea Zsuzsanna Miklós            |

### Junioren
| Rang | Name                  |
| ---- | --------------------- |
| 1    | Hansjörg Reuter       |
| 2    | Simon Fourcade        |
| 3    | Oleh Bereschnyj       |
| 4    | Simon Eder            |
| 5    | Dušan Šimočko         |
| 6    | Edgars Piksons        |
| 7    | Alexander Kudrjaschow |
| 8    | Wladislaw Moissejew   |
| 9    | Michael Rösch         |
| 10   | Christoph Knie        |

| Rang | Name                  |
| ---- | --------------------- |
| 1    | Simon Fourcade        |
| 2    | Michael Rösch         |
| 3    | Simon Eder            |
| 4    | Michal Šlesingr       |
| 5    | Alexander Kudrjaschow |
| 6    | Artjom Uschakow       |
| 7    | Serhij Sednjew        |
| 8    | Steve Renner          |
| 9    | Rune Brattsveen       |
| 10   | Hansjörg Reuter       |

| Rang | Name                  |
| ---- | --------------------- |
| 1    | Simon Fourcade        |
| 2    | Michael Rösch         |
| 3    | Serhij Sednjew        |
| 4    | Rune Brattsveen       |
| 5    | Steve Renner          |
| 6    | Artjom Uschakow       |
| 7    | Simon Eder            |
| 8    | Hansjörg Reuter       |
| 9    | Alexander Kudrjaschow |
| 10   | Ondřej Moravec        |

| Rang | Name                                                                                 |
| ---- | ------------------------------------------------------------------------------------ |
| 1    | DeutschlandHansjörg Reuter Christoph Knie Steve Renner Michael Rösch                 |
| 2    | TschechienMilan Faltus Ondřej Moravec Miroslav Tomeš Michal Šlesingr                 |
| 3    | RusslandAlexander Kudrjaschow Wladimir Schemelow Artjom Uschakow Wladislaw Moissejew |
| 4    | FrankreichDamien Marcel Vincent Porret Loïs Habert Simon Fourcade                    |
| 5    | UkraineIhor Jaschtschenko Serhij Sednjew Serhij Uscharuk Oleh Bereschnyj             |
| 6    | FinnlandJouni Kinnunen Janne Kantanen Matti Hakala Ville Toivonen                    |
| 7    | BelarusAndrei Slaunikau Uladsimir Miklascheuski Jauheni Schuleu Aljaksandr Mytnik    |
| 8    | ItalienMarkus Windisch Simone Jeantet Markus Franzelin Mattia Cola                   |
| 9    | PolenKazimierz Obrochta Stanisław Karpiel Paweł Lasek Łukasz Szczurek                |
| 10   | Vereinigte StaatenBrian Olsen Kurt Farchmin Bjorn Bakken Mark Johnson                |

### Juniorinnen
| Rang | Name             |
| ---- | ---------------- |
| 1    | Jenny Adler      |
| 2    | Hanna Möller     |
| 3    | Uljana Denissowa |
| 4    | Pauline Jacquin  |
| 5    | Mervi Markkanen  |
| 6    | Kathrin Hitzer   |
| 7    | Krystyna Palka   |
| 8    | Anne Preußler    |
| 9    | Megumi Izumi     |
| 10   | Jana Gereková    |

| Rang | Name             |
| ---- | ---------------- |
| 1    | Magdalena Neuner |
| 2    | Kathrin Hitzer   |
| 3    | Pauline Jacquin  |
| 4    | Krystyna Palka   |
| 5    | Uljana Denissowa |
| 6    | Jenny Adler      |
| 7    | Anne Bailly      |
| 8    | Célia Bourgeois  |
| 9    | Jana Gereková    |
| 10   | Hanna Möller     |

| Rang | Name                   |
| ---- | ---------------------- |
| 1    | Jenny Adler            |
| 2    | Magdalena Neuner       |
| 3    | Uljana Denissowa       |
| 4    | Kathrin Hitzer         |
| 5    | Krystyna Palka         |
| 6    | Anastassija Schipulina |
| 7    | Hanna Möller           |
| 8    | Pauline Jacquin        |
| 9    | Anne Bailly            |
| 10   | Jana Gereková          |

| Rang | Name                                                               |
| ---- | ------------------------------------------------------------------ |
| 1    | DeutschlandJenny Adler Magdalena Neuner Anne Preußler              |
| 2    | RusslandUljana Denissowa Jekaterina Jurjewa Anastassija Schipulina |
| 3    | FrankreichCélia Bourgeois Anne Bailly Pauline Jacquin              |
| 4    | TschechienZuzana Tryznová Michaela Balatková Klára Moravcová       |
| 5    | FinnlandMaija Hietamies Laura Pokela Mervi Markkanen               |
| 6    | PolenMagdalena Nykiel Angelika Szrubianiec Krystyna Palka          |
| 7    | ItalienRoberta Fiandino Verena Spechtenhauser Michaela Nex         |
| 8    | UkraineNina Karassewytsch Wita Semerenko Inna Suprun               |
| 9    | SchwedenAnna Nilsson Helena Jonsson Fanny Johansson                |
| 10   | BelarusTazzjana Schyntar Alena Schyn Hanna Ljanhina                |